# Sovetski (Tbilískaya, Krasnodar)
Sovetski (del ruso: Советский) es un jútor del raión de Tbilískaya del krai de Krasnodar, en Rusia. Está situado en las tierras bajas de Kubán-Azov, en la orilla derecha del río Zelenchuk Vtorói, afluente del Kubán, frente a Vesioli, 13 km al sur de Tbilískaya y 105 km al este de Krasnodar, la capital del krai. Tenía 144 habitantes en 2010.
Pertenece al municipio rural Guéimanovskoye.